# Куймак

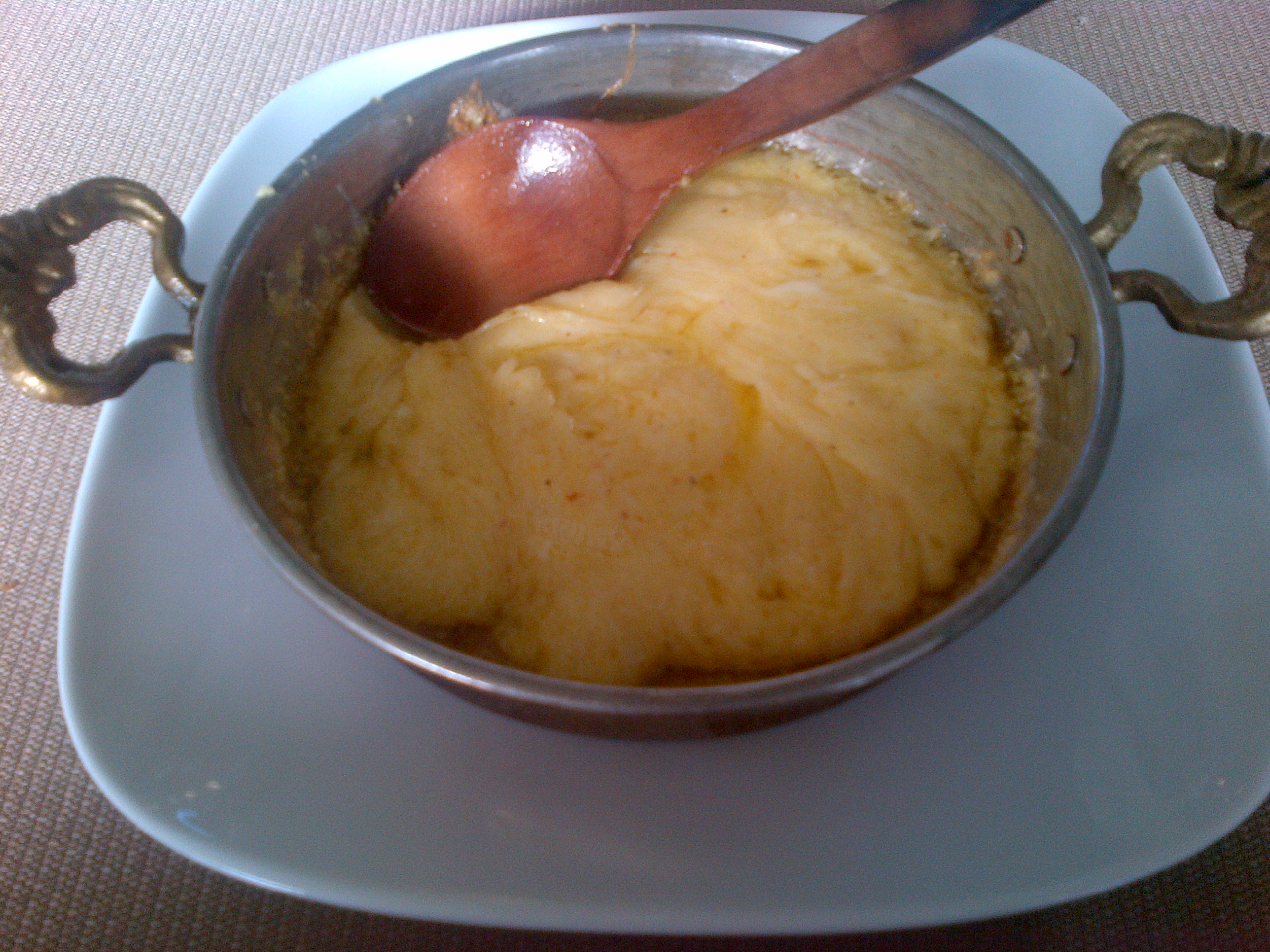

Куймак (мухлава, михлава) — національна гаряча турецька страва.

## Особливості приготування

### Інгредієнти(на три порції)
- Масло вершкове — 100 г
- Борошно кукурудзяне — 3 ст. ложки
- Моцарела — 100 г
- Сир сулугуні — 100 г
- Вода — 300 мл
- Сіль — за смаком

### Рецепт приготування
- Сир треться на тертці або нарізується невеликими шматочками;
- у спеціальній сковорідці (з двома ручками) розтоплюється вершкове масло;
- додається кукурудзяне борошно, яке обсмажується протягом 1–2 хвилин;
- вливається кип'ячена гаряча вода, суміш швидко розмішується, щоб не утворилися грудочки;
- додається сир, що добре плавиться й розтягується: моцарелу, сулугуні або чечил;
- як тільки сир розплавиться, сковорідка закривається кришкою і страва тушкується, доки зверху не з'явиться шар вершкового масла.

Час приготування — 15 хвилин.

### Особливості частування
Куймак подається до столу у зручному посуді — сковорідці з двома ручками.
Страву обов'язково куштують із хлібом, що тільки спекли.

## Це цікаво знати
Куймак — це страва сніданку.
Мухлава — це справжня зимова їжа, ситна та смачна.
Готувати страву можна в каструлі з неіржавної сталі, смак мухлави  при цьому не зміниться.
Страву необхідно помішувати дерев'яною ложкою або кописткою.
Іноді під час приготування замість води до куймака додають молоко.
Страва калорійна, має особливий вершковий присмак.
Коли на вулиці зимно, турецькі лази (субетнос) всією родиною сідають до столу й куштують куймак, гарячу, густу, вершково-сирну страву.